# Українські кобзарі, бандуристи, лірники. Енциклопедичний довідник
Українські кобзарі, бандуристи, лірники. Енциклопедичний довідник — книга, присвячена українському кобзарству. Автори книги Богдан Михайлович Жеплинський і його донька, Дарія Богданівна Ковальчук (Жеплинська).

## Опис
Книга вийшла накладом 1000 примірників у Львівському видавництві «Галицька видавнича спілка» у 2011. Має 315 сторінок і містить 2562 біографії народних музик та 1154 ілюстрацій. ISBN 978-966-1633-26-0.
Книга присвячена українському кобзарству. Подані творчі біографії кобзарів, бандуристів, лірників, майстрів кобз, бандур і лір усіх часів, окремих учасників ансамблів та капел бандуристів. Наведено деякі висловлювання народних музик, які характеризують їхні погляди на мистецтво. Книга ілюстрована портретами. Розрахована на дослідників кобзарства, фольклористів, істориків, музикознавців, педагогів.
Презентація книги відбулася 17 лютого 2012 у Книгарні «Є» у Львові на проспекті Свободи, 7.
15 липня 2014 автори передали довідник у вільний доступ на умовах ліцензії CC BY-SA 3.0.

## Електронна версія

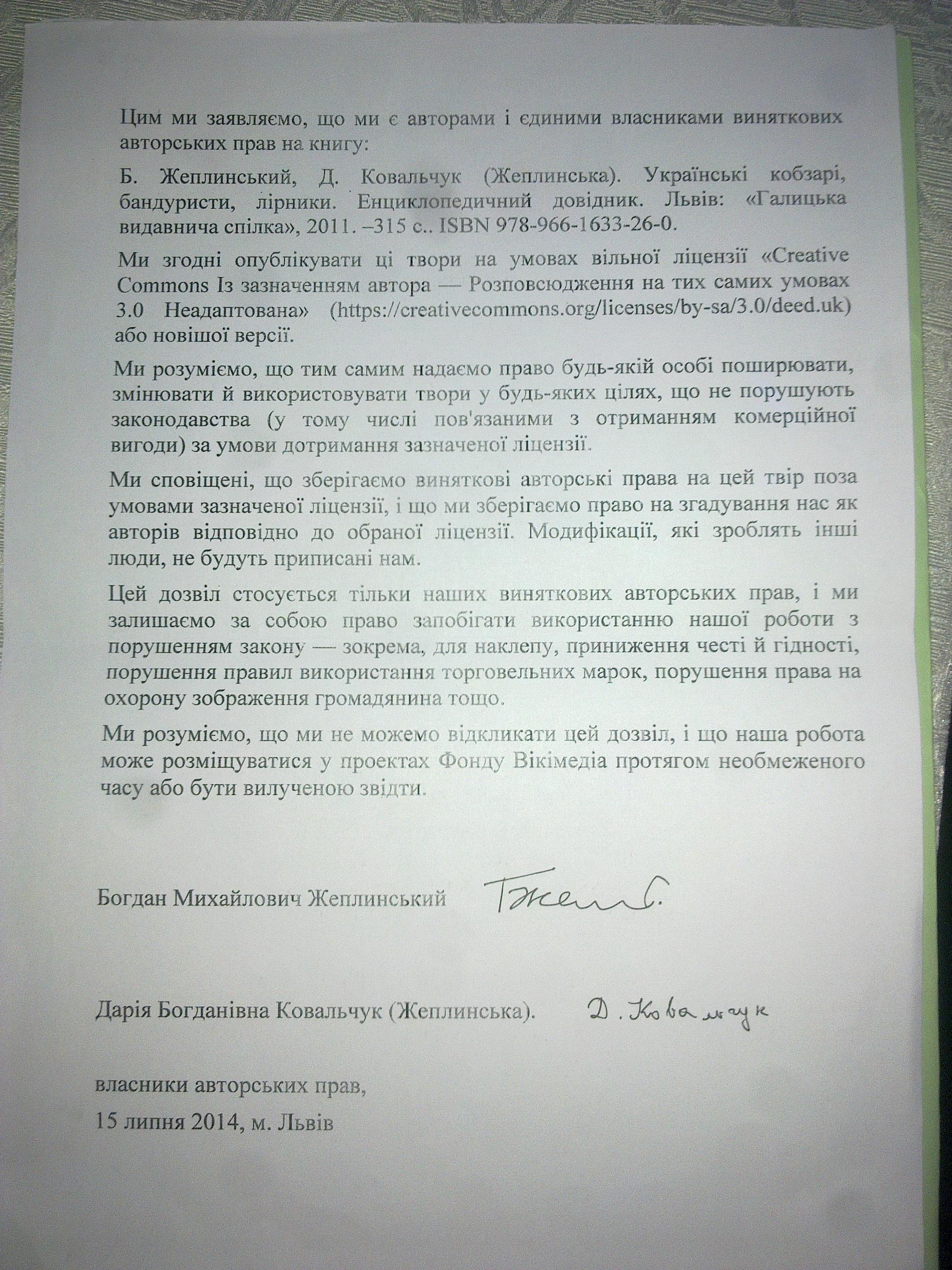
Дозвіл Жеплинського і Ковальчук

- Жеплинський Б. М., Ковальчук Д. Б. Українські кобзарі, бандуристи, лірники. Енциклопедичний довідник [Архівовано 24 січня 2022 у Wayback Machine.]. — Львів: Галицька видавнича спілка, 2011. — 316 с.
- «Українські кобзарі, бандуристи, лірники. Енциклопедичний довідник» — у вільному доступі!. Жінка-УКРАЇНКА. 15 липня 2014. Архів оригіналу за 21 грудня 2014. Процитовано 2016.
- А-Лаз, сторінки 1-135 (PDF). Архів оригіналу (PDF) за 17 травня 2017. Процитовано 2016.
- Лаз-Рус, сторінки 136-219 (PDF). Архів оригіналу (PDF) за 29 березня 2018. Процитовано 2016.
- Рус-Ящ, сторінки 220-295 (PDF). Архів оригіналу (PDF) за 10 вересня 2016. Процитовано 2016.
- Фотографії, сторінки 296-315 (PDF). Архів оригіналу (PDF) за 15 лютого 2017. Процитовано 2016.